# Cereus cochabambensis
Cereus cochabambensis ist eine Pflanzenart in der Gattung Cereus aus der Familie der Kakteengewächse (Cactaceae). Das Artepitheton cochabambensis verweist auf das Vorkommen der Art im bolivianischen Departamento Cochabamba.

## Beschreibung
Cereus cochabambensis wächst baumförmig, ist reich verzweigt und erreicht Wuchshöhen von 3 bis 4 Meter. Gelegentlich wird ein bis zu 1 Meter hoher Stamm ausgebildet. Die zylindrischen, segmentierte, glauken Triebe sind oft zur Spitze hin verjüngt und weisen Durchmesser von 8 bis 9 Zentimeter auf. Es sind etwa sieben scharfkantige, schmale, wenig gewellte Rippen mit einer Höhe von bis zu 2,5 Zentimetern vorhanden. Die darauf befindlichen kreisrunden Areolen sind anfangs weißlich braun und später schwärzlich. Die drei bis vier ausgebreiteten, dünnen Dornen sind zu Anfang nadelig und werden mit der Zeit pfriemlich. Sie weisen eine Länge von 5 bis 25 Millimeter auf.
Die leicht gebogenen, weißen Blüten sind manchmal leicht rosafarben. Sie sind 11 bis 12 Zentimeter lang. Die 3 bis 5 Zentimeter langen, ellipsoiden Früchte sind orangegelb. Sie enthalten ein dunkel magentafarbenes Fruchtfleisch.

## Verbreitung und Systematik
Cereus cochabambensis ist im bolivianischen Departamento Cochabamba in Höhenlagen von etwa 2500 bis 2600 Metern verbreitet.
Die Erstbeschreibung wurde 1970 von Martín Cárdenas veröffentlicht.

## Nachweise